# Liste der Bodendenkmäler in Krombach (Unterfranken)
Auf dieser Seite sind die Bodendenkmäler in der unterfränkischen Gemeinde Krombach zusammengestellt. Diese Tabelle ist eine Teilliste der Liste der Bodendenkmäler in Bayern. Grundlage ist die Bayerische Denkmalliste, die auf Basis des Bayerischen Denkmalschutzgesetzes vom 1. Oktober 1973 erstmals erstellt wurde und seither durch das Bayerische Landesamt für Denkmalpflege geführt wird. Die folgenden Angaben ersetzen nicht die rechtsverbindliche Auskunft der Denkmalschutzbehörde.

## Bodendenkmäler in Krombach
| Lage                    | Objekt | Akten-Nr.     | Bild           |
| ----------------------- | --- | ------------- | -------------- |
| (Standort)              | Mittelalterlicher Turmhügel: Burg Hauenstein. | D-6-5921-0014 | weitere Bilder |
| (Standort)              | Vorgeschichtliche Grabhügel. | D-6-5921-0015 |                |
| (Standort)              | Neuzeitliche Hofwüstungen. | D-6-5921-0016 |                |
| Schulberg 10 (Standort) | Archäologische Befunde im Bereich der frühneuzeitlichen katholischen Pfarrkirche St. Lambertus und St. Sebastian von Krombach mit mittelalterlichem Vorgängerbau sowie Körperbestattungen. | D-6-5921-0125 | weitere Bilder |